# Finger Mountain
Finger Mountain är ett berg i Antarktis. Det ligger i Östantarktis. Nya Zeeland gör anspråk på området. Toppen på Finger Mountain är 2 133 meter över havet.
Terrängen runt Finger Mountain är varierad. Trakten är obefolkad. Det finns inga samhällen i närheten. 